# Saint-Barthélemy (Szwajcaria)
Saint-Barthélemy (do 1870 Brétigny-Saint-Barthélemy, hist. Goumoens-le-Châtel) – miejscowość i gmina (commune) w zachodniej Szwajcarii, w kantonie Vaud, w okręgu (district) Gros-de-Vaud. Leży nad rzeką Talent.

## Demografia
W Saint-Barthélemy mieszka 810 osób. W 2021 roku 12,5% populacji gminy stanowiły osoby urodzone poza Szwajcarią. 